# Осинниковский
Осинниковский — посёлок в Краснозёрском районе Новосибирской области. Входит в состав Нижнечеремошинского сельсовета.

## География
Площадь посёлка — 50 гектаров.

## Население
| 2002 | 2007 | 2010 |
| ---- | ---- | ---- |
| 95   | ↘84  | ↘43  |

## История
Основано в 1840 году. В 1928 г. деревня Осинники состояла из 122 хозяйств, основное население — русские. Центр Осинниковского сельсовета Черно-Курьинского района Славгородского округа Сибирского края.

## Инфраструктура
В посёлке по данным на 2024 год не функционирует ни одного учреждения здравоохранения.